# Louis Berneis
Louis Berneis (* 14. Oktober 1854 in Fürth; † 25. Mai 1930 in Nürnberg) war ein deutscher Kaufmann und Unternehmer der Schuhindustrie.

## Leben
Louis Berneis kam als Sohn des Manufakturhändlers Bärmann Berneis (1818–1871) und seiner Ehefrau Fanny Dünkelsbühler, geborene Ochs (1814–1873), zur Welt. Zum Zeitpunkt seiner Geburt entwickelte sich das von seinen Eltern betriebene Manufakturgeschäft in Fürth zu einem Großhandel für Kurz- und Wollwaren. Beide gehörten dem jüdischen Glauben an. Die Schule besuchte Louis Berneis in Fürth und nach seinem Schulabschluss trat er gemeinsam mit seinem Bruder Albert (1853–1924) in das elterliche Geschäft ein. Als der Vater 1873 starb, führten beide Söhne mit der Mutter das Geschäft weiter. Zum Kundenbereich der Großhandelsfirma gehörten unterschiedliche Handwerksbetriebe und Familien, die Produkte in Heimarbeit fertigten. Als sich in ihrer Region die Herstellung von Schuhen in kleineren Fabriken zu entwickeln begann, gründeten die Brüder 1875 in Fürth die Schuhfabrik B. Berneis. Der bestehende Handelsbetrieb wurde als zweites Standbein weiterbetrieben. Neben der maschinellen Fertigung von Stoff- und Filzschuhen in einer kleinen Werkstatt vergaben sie Heimwerkeraufträge bis nach Herzogenaurach. Auf Grund der recht reibungslosen Geschäftsentwicklung versuchten die Brüder Berneis 1880 einen finanzkräftigen Mitbetreiber zu finden, um einen Fabrikneubau zur weiteren Expansion des Geschäftes erreichten zu können. In Fürth gewannen sie Nathan Krautheimer (1854–1910) als Mitgesellschafter und investierten gemeinsam in den Bau eines Produktionsgebäudes in der Fürther Gebhardtstraße.
Mit der Fertigstellung und Einrichtung der Schuhfabrik wurden zuerst Haus- und Kinderschuhe, später noch Sandalen und Lederschuhe ins Produktionsprogramm aufgenommen. Im Jahr 1881 heiratete Louis Berneis die US-Amerikanerin Rosie Benda. Mit den maschinell hergestellten Schuhwaren hatten sie Erfolg und erreichten recht schnell effektive Fertigungsabläufe. Daneben entwickelte sich die Nachfrage nach festem Schuhwerk in ihrer Region so rasant, dass sie weiter expandierten und zwei neue Produktionsstandorte in Meringen bei Augsburg und in Herzogenaurach gründen konnten. Obwohl beide Brüder ihren Wohnort in Fürth behielten, entwickelte sich der Bedarf in der Region um Herzogenaurach, obwohl dort noch keine Bahnanbindung vorhanden war, am deutlichsten. Deshalb nahmen sie 1889 Verhandlungen auf und konnten in Herzogenaurach im Sommer das Gebäude der ehemaligen Maschinenspinnerei Dickas & Co.in der Würzburger Straße 312 übernehmen. Das vorhandene Fabrikgebäude erhöhten sie um ein weiteres Stockwerk und errichteten auf einer angrenzenden Fläche ein Kesselhaus für die Dampf- und Energieerzeugung. Die für die Verhältnisse des kleinen Ortes recht große Fabrikanlage schuf zahlreiche Arbeitsplätze und löste nach wenigen Monaten einen richtigen Gründerboom aus. Es entstanden um die Schuhproduktion herum zahlreiche kleinere Handwerksbetriebe und Zulieferer für die Schuhbranche. Im Jahr 1892 kam es in einem der Fabrikgebäude in Fürth zu einem Brand. Um danach das Unternehmen weiter betreiben zu können, suchten sich die Brüder einen weiteren Geschäftspartner. Das war Max Brust, der sich in seinem Nürnberger Unternehmen für die Schuhproduktion moderne Maschinen und Fertigungstechnik aus den USA eingekauft hatte. Das neue Unternehmen hatte seinen Sitz in Nürnberg, drei Betriebsstätten und hieß „Vereinigte Fränkische Schuhfabrik vorm. Max Brust, vorm B. Berneis A.G.“ Mit diesem Zusammenschluss war für diese Zeit die weltgrößte Filzschuhfabrik entstanden. Hier produzierten 1.600 Arbeiter 10.000 Paar Schuhe im Jahr. Die Produktion begann mit gewalkten Filzschuhen und wurde dann bis zur Herstellung von Hausschuhen aus feinen Filzstoffen entwickelt. Um die Jahrhundertwende wurden auch leichte Lederhausschuhe und feine Lederschuhe ins Fertigungsprogramm aufgenommen. Allein am Standort Herzogenaurach gehörten zu dieser Zeit 100 Beschäftigte und eine größere Zahl an Heimarbeitern zum Betrieb. Durch gute Beherrschung der noch im Werden begriffenen Industrialisierung und den Maschineneinsatz konnte recht effektiv gearbeitet werden.
In der Schuhfabrik in Herzogenaurach passierte am 4. Mai 1901 erneut eine Brandkatastrophe, bei der die gesamte Fabrik, die Rohstofflager und Fertigartikel vernichtet wurden. Da es ab in dem Ort der einzige große Industriebetrieb war, eine Brandversicherung einen Teil der Kosten übernahm, entschieden sich die Brüder Berneis zum Wiederaufbau. Währenddessen wurde die Produktion in einem Nachbargebäude bereits wieder aufgenommen. Bei dieser Gelegenheit wurde auch die Produktpalette einer Erneuerung unterzogen und auf der Bayerischen Landesgewerbeausstellung 1906 in Nürnberg wurden mehrere Schuhmodelle der Schuhfabrik mit einer Goldmedaille ausgezeichnet. Im Folgejahr ernannte die Stadt Herzogenaurach Louis Berneis zu ihrem Ehrenbürger.
Während des Ersten Weltkrieges erfuhr die Schuhproduktion einen erneuten Aufschwung. Von ursprünglich 200 Beschäftigten vergrößerten die Gebrüder Berneis die Belegschaft in Herzogenaurach auf 700 Personen. Zusätzlich arbeiteten noch etwa 100 Familien des Ortes in Heimarbeit für die Schuhfabrik. In der Bevölkerung wurde das für Arbeit und Gelderwerb sorgende Unternehmen fast liebevoll die „Fränkische“ genannt. Mit dem Übergang von der Kriegs- zur Friedenswirtschaft entschied Louis Berneis für das Unternehmen 1920 den Zusammenschluss mit der Schuhfabrik des Unternehmers August Wessels (1870–1952) aus Augsburg zur Vereinigten Schuhfabriken AG Berneis-Wessels, Augsburg Nürnberg. Dieser Schritt brachte erhebliche Veränderungen und Berneis plante deshalb, mit dem Kauf des Grundstückes in der Würzburger Straße 276 den Betrieb auszugliedern. Doch die hereinbrechende Weltwirtschaftskrise brachte das Vorhaben zu scheitern: Preise und Absatzschwierigkeiten bestimmten das Bild in der Schuhwirtschaft. Um das Verkaufsdilemma zu beheben, hatte das Unternehmen Anfang der 1920er Jahre die Schuhvertriebsgesellschaft „Romeo“ erworben. Sie betrieb über 100 Schuhläden in ganz Deutschland, zwei davon in Nürnberg selbst, hatte aber ihren Sitz in Stuttgart. Als damit das Problem des Verkaufs gelöst schien, die Umsätze wieder anstiegen, entschieden die Brüder Berneis den Aufbau einer neuen, moderneren Produktionsanlage in Nürnberg in der Ulmenstraße. Mit der Fertigstellung des Werkes waren hier 2.000 Angestellte tätig und produzierten alle Arten von Schuhen.
Doch um das Jahr 1925 traten erneut größere Schwierigkeiten, vor allem Absatzprobleme der hergestellten Schuhe, auf. Deshalb musste die Fertigung im Betrieb Herzogenaurach vorübergehend eingestellt werden. Mit der würdigen Begehung seines 50-jährigen Berufsjubiläums 1925 zog sich Louis Berneis aus der Leitung der Vereinigten Schuhfabriken Berneis-Wessels AG zurück. Den Platz übernahm sein Sohn Bruno Berneis (* 1887). Aber im Sommer 1925 war die inzwischen nach München gewechselte Schuhverkaufskette „Romeo“ in eine erhebliche Schieflage geraten. Ihr drohte im Juli die Insolvenz, da die Lagerbestände in den dazugehörigen Schuhläden überdimensional angewachsen waren und mehrere Lieferanten forderten, die bereits gelieferten Waren zu bezahlen. Um das drohende Insolvenzverfahren abzuwenden, beauftragten die Gläubiger den in Berlin ansässigen Handelsgerichtsrat Rudolf Moos (1866–1951) mit einer Generalvollmacht die sofortige Geschäftsaufsicht über die Lieferkette für zwei Jahre zu übernehmen. Damit konnte in letzter Minute der Gerichtsvollzieher abgewehrt werden. Die von Moos erstellte Bilanz erbrachte einen Lagerbestand in Höhe von 2 Millionen Reichsmark und offene Rechnungen in Höhe von 1,3 bis 1,5 Millionen Reichsmark. Bereits bis zum Jahreswechsel 1925/1926 gelang es, die Lage einigermaßen zu normalisieren. Daran schloss sich auch für die Berneis-Wessels AG und in den Produktionsstätten in Augsburg, Nürnberg und Herzogenaurach eine Erholungsphase an. Die Produktionsfläche im letztgenannten Ort war verkleinert und die Anzahl der Schuhläden um ¼ dezimiert worden.
Louis Berneis verstarb am 25. Mai 1930 in Nürnberg.

## Nachwirken
Anfang der 1930er Jahre unterzogen die Gesellschafter und Geschäftsführer der Vereinigten Schuhfabrik das Unternehmen einer generellen Umstrukturierung. In einigen der Fabrikanlagen wurde zum Saisonbetrieb übergegangen. Da vor allem die benötigten Winterartikel bis Ende September hergestellt waren, erfolgte generell ab Oktober eine zeitweilige Schließung. Vor allem wegen der gegen ihn gerichteten antisemitischen Anfeindungen und dem ab 1933 auf das Unternehmen ausgeübten Zwang zur „Arisierung“, gab Bruno Berneis seinen Posten auf und zog mit seiner Familie nach Wiesbaden. Vier Jahre später wurden die Namen der jüdischen Gründer aus der Firmenbezeichnung getilgt.